# Petr Janečka
Petr Janečka (Gottwaldov, 1957. november 25. –) csehszlovák válogatott cseh labdarúgó, csatár.

## Pályafutása

### Klubcsapatban
1977 és 1983 között a Zbrojovka Brno, 1983 és 1987 között a Bohemians Praha, 1987 és 1989 között a belga Jet de Bruxelles labdarúgója volt. Egy csehszlovák bajnoki címet nyert, továbbá két ezüst- és három bronzérmet szerzett a Zbrojovkával és a Bohemians-szal.

### A válogatottban
1978 és 1987 között 39 alkalommal szerepelt a csehszlovák válogatottban. Tagja volt 1982-es spanyolországi világbajnokságon részt vevő csapatnak.

## Sikerei, díjai
Zbrojovka Brno
- Csehszlovák bajnokság
  - bajnok: 1977–78
  - 2.: 1979–80
  - 3.: 1978–79

 Bohemians Praha
- Csehszlovák bajnokság
  - 2.: 1984–85
  - 3. (2): 1983–84, 1986–87